# BUFORA
Hiệp hội Nghiên cứu UFO Anh viết tắt BUFORA là một tổ chức của Vương quốc Anh trước đây được đăng ký với tên gọi "BUFORA Ltd"; dành riêng cho việc điều tra hiện tượng UFO ở Quần đảo Anh. Năm 1997, tổ chức này theo như báo cáo cho biết có khoảng 1.000 thành viên.

## Lịch sử
Năm 1991, Thiếu tá Sir Patrick Wall đã biên soạn cuốn Bách khoa toàn thư UFO dành cho nhóm này.

## Tình trạng
BUFORA tiến hành điều tra hơn 400 trường hợp mỗi năm, với báo cáo của tổ chức này có đến 95% trong số đó chỉ là trò lừa bịp. Tổ chức này đứng ra điều hành các nhóm hỗ trợ nhân chứng cho những người tin rằng mình đã gặp phải người ngoài hành tinh. Nhóm còn tổ chức hội nghị thường niên tại Đại học Sheffield Hallam từ năm 1987 và chủ trì các cuộc họp trên toàn quốc; rồi lấy cả khu Rừng Rendlesham làm địa điểm thường xuyên dành cho các cuộc tụ họp kiểu này. Họ đã thẳng thắn chỉ trích Đạo luật Tự do Thông tin của chính phủ Vương quốc Anh vì nó liên quan đến UFO.

## Tranh cãi
Một mục trong cuốn Bách khoa toàn thư UFO, được BUFORA xác nhận là thật về sau bị phát hiện là trò lừa bịp. Kẻ được cho là người tiếp xúc thuật lại rằng mình từng nhìn thấy một UFO bay lượn trên thị trấn Warminster, đành thừa nhận trò lừa bịp này vào năm 1994. In Năm 1995, nhóm này là tổ chức UFO chính thức duy nhất xác nhận một bộ phim do chính phủ Mỹ thực hiện, chiếu cảnh khám nghiệm tử thi người ngoài hành tinh tại Roswell.